# Sicko Mode
Sicko Mode ist ein Lied des US-amerikanischen Rappers Travis Scott. Es enthält Vocals des kanadischen Rappers Drake, der auf Apple Music genannt wurde, aber nicht in den Billboard Hot 100 oder Spotify. Es wurde ursprünglich am 3. August 2018 von Epic Records als dritter Track von Astroworld (2018) veröffentlicht, bevor es am 21. August als zweite Single veröffentlicht wurde. Es enthält zusätzliche, nicht im Abspann aufgeführte Vocals von den amerikanischen Rapperkollegen Swae Lee und dem verstorbenen Big Hawk. 
Sicko Mode war Scotts erste Nummer-eins-Single in den US Billboard Hot 100, sowie der erste Hip-Hop-Song in der Geschichte, der mindestens 30 Wochen in den Top 10 der Charts verbrachte. Es wurde von der Kritik allgemein gefeiert und erhielt Nominierungen für die beste Rap-Performance und den besten Rap-Song bei den 61. jährlichen Grammy Awards.
Der Song enthält ein Sample aus „Gimme the Loot“, geschrieben von The Notorious B.I.G. und Easy Mo Bee, gesungen von Ersterem und eine Interpolation aus "I Wanna Rock", geschrieben und gesungen von Onkel Luke. Am 9. Dezember 2020 wurde der Song von der Recording Industry Association of America (RIAA) mit Diamant ausgezeichnet.

## Inhalt
Das Lied besteht aus drei verschiedenen Abschnitten. Es gibt den ersten Abschnitt, der vom Anfang des Liedes bis zur Ein-Minuten-Marke beginnt. Der zweite Abschnitt beginnt bei der Ein-Minuten-Marke und endet vor der Drei-Minuten-Marke. Der dritte Abschnitt beginnt bei der Drei-Minuten-Marke und dauert bis zum Ende des Liedes. Der erste Abschnitt ist in der Tonart B-Dur geschrieben, der zweite in der Tonart fis-Moll und der dritte in der Tonart es-Moll. Der erste Abschnitt erinnert an eine Zeit mit Freunden im Winter. Der zweite erinnert an vergangene Beziehungen zu Frauen. Der dritte wiederum erinnert an die Highschool-Zeit der Rapper, genießt nun aber den Luxus, von einem festen Stützpunktbetreiber aus zu fliegen. Das übergeordnete Thema des Songs ist das Schwelgen in Erinnerungen an vergangene Ereignisse im Leben der Rapper und wo sie jetzt stehen.

## Musikvideo
Das Musikvideo zu "Sicko Mode" wurde von Dave Meyers und Travis Scott gedreht. Es wurde am 19. Oktober 2018 veröffentlicht. Das Video beginnt mit Scotts rotem Kopf auf einem Gebäude, während eine Kamera hineinzoomt, und schneidet zur nächsten Szene, in der Menschen wieder in einige bunte Häuser zurückkehren. Die folgenden Szenen zeigen, wie Drake mit einem Hund spazieren geht, während er von einer Sonnenfinsternis verbrannt wird, und Scott, der auf einem Pferd reitet. Das Video endet damit, dass Drake und Scott weggehen. Im Mai 2022 hatte das Video über eine Milliarde Aufrufe auf YouTube.

## Liveauftritte
Travis Scott performte den Song bei den MTV Video Music Awards 2018 und der Halbzeitshow des Super Bowl in 2019.

## Single
A-Seite
- Sicko-Modus – 5:12

B-Seite
- Sicko-Modus (Skrillex Remix) – 5:05

## Rezensionen
Sicko Mode wurde von der Kritik gelobt und von einigen Kritikern als das Highlight von Astroworld angesehen. Christopher R. Weingarten, der für den Rolling Stone schrieb, bezeichnete den "knallharten" Track als das "Highlight des Albums" während Brendan Klinkenberg vom selben Magazin ihn als "den Gipfel von Scotts synthetischen Instinkten" bezeichnete. Brian Josephs von Entertainment Weekly nannte es eine "Mini-Suite von Knallern". Roisin O’Connor von The Independent fand, dass Drake "auf dieser Platte wichtiger klingt als zu irgendeinem Zeitpunkt auf seiner eigenen Veröffentlichung Scorpion, mit einem balligen, selbstbewussten Flow".
Es belegte den 3. Platz in Triple J's Hottest 100 2018. Andrew Unterberger vom Billboard-Magazin bezeichnete den Song als "eine dreiteilige Prog-Rap-Odyssee, die Jahre zuvor als Radio-Single unvorstellbar gewesen wäre, die aber das Publikum mit ihren unerwarteten Beat-Wechseln und Hin-und-Her-Hooks so begeisterte, dass die Popwelt keine andere Wahl hatte, als ihm auf halbem Weg entgegenzukommen".

## Kommerzieller Erfolg

### Chartplatzierungen
Sicko Mode debütierte auf Platz vier der US Billboard Hot 100, erreichte Platz zwei nach der Veröffentlichung des Musikvideos. Es wurde später seine erste Nummer eins auf der Ausgabe vom 8. Dezember 2018, nach siebzehn Wochen in den Top 10, zum Teil unterstützt durch den Skrillex-Remix. Die Single wurde auch Scotts erste Top-10-Platzierung in den Radio-Songs Charts. 
| ChartsChartplatzierungen       | Höchstplatzierung | Wochen |
| ------------------------------ | ----------------- | ------ |
| Deutschland (GfK)              | 43 (27 Wo.)       | 27     |
| Österreich (Ö3)                | 29 (28 Wo.)       | 28     |
| Schweiz (IFPI)                 | 17 (39 Wo.)       | 39     |
| Vereinigte Staaten (Billboard) | 1 (52 Wo.)        | 52     |
| Vereinigtes Königreich (OCC)   | 9 (35 Wo.)        | 35     |

| ChartsJahrescharts (2018)      | Platzierung |
| ------------------------------ | ----------- |
| Vereinigte Staaten (Billboard) | 42          |
| Vereinigtes Königreich (OCC)   | 94          |

| ChartsJahrescharts (2019)      | Platzierung |
| ------------------------------ | ----------- |
| Vereinigte Staaten (Billboard) | 9           |
| Vereinigtes Königreich (OCC)   | 75          |

| ChartsJahrescharts (2010–2019) | Platzierung |
| ------------------------------ | ----------- |
| Vereinigte Staaten (Billboard) | 16          |

### Auszeichnungen für Musikverkäufe
| Land/Region                  | Auszeichnungen für Musikverkäufe (Land/Region, Auszeichnung, Verkäufe) | Verkäufe   |
| ---------------------------- | ---------------------------------------------------------------------- | ---------- |
| Australien (ARIA)            | 9× Platin                                                              | 630.000    |
| Brasilien (PMB)              | 3× Diamant                                                             | 480.000    |
| Dänemark (IFPI)              | 2× Platin                                                              | 180.000    |
| Deutschland (BVMI)           | Platin                                                                 | 400.000    |
| Frankreich (SNEP)            | Diamant                                                                | 333.333    |
| Griechenland (IFPI)          | 2× Platin                                                              | 40.000     |
| Italien (FIMI)               | 2× Platin                                                              | 140.000    |
| Kanada (MC)                  | Diamant                                                                | 800.000    |
| Mexiko (AMPROFON)            | Diamant · + 2× Platin                                                  | 420.000    |
| Neuseeland (RMNZ)            | 6× Platin                                                              | 180.000    |
| Österreich (IFPI)            | Platin                                                                 | 30.000     |
| Polen (ZPAV)                 | 4× Platin                                                              | 200.000    |
| Portugal (AFP)               | 5× Platin                                                              | 50.000     |
| Schweden (IFPI)              | Gold                                                                   | 40.000     |
| Spanien (Promusicae)         | Platin                                                                 | 40.000     |
| Vereinigte Staaten (RIAA)    | 15× Platin                                                             | 15.000.000 |
| Vereinigtes Königreich (BPI) | 3× Platin                                                              | 1.800.000  |
| Insgesamt                    | 1× Gold · 43× Platin · 7× Diamant ·                                    | 20.763.333 |

Hauptartikel: Travis Scott (Rapper)/Auszeichnungen für Musikverkäufe

## Remixe und Cover
Am 28. November 2018 wurde ein elektronischer Remix des amerikanischen Plattenproduzenten Skrillex veröffentlicht. Die begleitenden Audio- und Lyric-Videos des Remixes wurden am selben Tag auf den YouTube-Kanälen von Scott und Skrillex veröffentlicht.